# Akademie für Weltraumkommunikation
Die Akademie für Weltraumkommunikation (chinesisch 空間電子信息技術研究院 / 空间电子信息技术研究院, Pinyin Kōngjiān Diànzǐ Xìnxī Jìshù Yánjiūyuàn, englisch Academy of Space Information Systems), auch bekannt als „Institut 504“ (五〇四所) oder „Zweigakademie Xi’an“ (西安分院), ist eine Einrichtung der Chinesischen Akademie für Weltraumtechnologie im Stadtbezirk Chang’an von Xi’an, Provinz Shaanxi. Die Akademie befasst sich mit der Entwicklung und Herstellung von elektronischen Systemen für Raumflugkörper, Anlagen für Bahnverfolgung und Steuerung sowie der diesbezüglichen Grundlagenforschung.

## Geschichte
Die Akademie geht zurück auf das am 29. Juni 1965 gegründete Zweiginstitut Südwestchina des Instituts für Elektronik der Chinesischen Akademie der Wissenschaften (中国科学院电子学研究所西南分所) in Chengdu, ab 1966 auch bekannt als „Südwestchinesisches Forschungsinstitut für Elektronik“ (西南电子研究所 oder 西南电子学所). Nachdem am 20. Februar 1968 die Chinesische Akademie für Weltraumtechnologie gegründet worden war, zog das Zweiginstitut im März 1968 nach Xi’an um und wurde mit Wirkung vom 1. April 1968 unter dem Namen „Forschungsinstitut für Weltraumfunk Xi’an“ (西安空间无线电技术研究所) in die Akademie für Weltraumtechnologie integriert.
Schon seit April 1967, also als es noch zur Chinesischen Akademie der Wissenschaften gehörte, war das Forschungsinstitut mit der Entwicklung des Leitradars 701-5 (701-5引导雷达) befasst, das für Chinas ersten, später Dong Fang Hong I genannten Satelliten benötigt wurde. Hierbei wurde in zwei aus Xi’an bezogene Radaranhänger jeweils ein Empfänger mit Phasenregelschleife eingebaut und im Januar 1968 auf dem wegen der Kulturrevolution verwaisten Flughafen von Chengdu getestet.
Nach der Verlagerung des Instituts begaben sich die Ingenieure nicht direkt nach Xi’an, sondern zur Bodenstation Weinan (die Keimzelle des heutigen Satellitenkontrollzentrums Xi’an) am Fuß des Qinling-Gebirges, wo die finalen Tests stattfanden. Nach dem Start des Satelliten am 24. April 1970 wurde mit der Radaranlage dessen Position ermittelt, und die Techniker der Bodenstation richteten die Empfangsantenne (eine Doppelyagi mit Kreuzdipolen für 20,009 MHz) mittels Zugseilen entsprechend aus. Von der Bodenstation wurde das von dem Satelliten ausgestrahlte Lied „Der Osten ist rot“ dann an die Rundfunkstationen des Landes weitergeleitet, sodass es jeder Bürger mit einem einfachen Radioempfänger hören konnte.
In den folgenden Jahrzehnten stattete das Institut 504 („5“ steht für „Fünfte Akademie“, also die Chinesische Akademie für Weltraumtechnologie, „04“ ist die laufende Nummer des Instituts) gut 90 Raumflugkörper, von Satelliten bis zu den Shenzhou-Raumschiffen, mit mehr als 1000 Geräten aus, wofür ihm zahlreiche Wissenschaftspreise verliehen wurden.

## Geschäftsbereiche
Der Arbeitsschwerpunkt der Akademie liegt bis heute auf der Funktechnik, besonders bei sehr großen Bordantennen für Satelliten ist sie führend in China.
Daneben entwickelte die Akademie zum Beispiel auch das System, mit dem die Beidou-Navigationssatelliten untereinander kommunizieren,
die Datenübertragungssysteme für die Haiyang-Meeresforschungssatelliten,
oder einen bei dem am 27. Dezember 2019 gestarteten Experimentalsatelliten Shijian 20 erstmals eingesetzten „Flexiblen Breitband-Transponder“ für den Q/V-Bereich des für Satellitenkommunikation an sich gut geeigneten, daher aber auch stark genutzten Ka-Bands, der sich je nach Bedarf freie Frequenzen sucht.
Die diesbezügliche Grundlagenforschung findet am Nationalen Schwerpunktlabor für weltraumbezogene Mikrowellentechnik (空间微波技术国家级重点实验室) statt.
Dort befasst man sich unter anderem mit Antennen, die wie Blütenblätter zusammengefaltet werden können, um Beobachtungsversuchen durch Radar und optische Systeme zu entgehen.
Daneben arbeitet man aber seit 2015 auch an Technologien für weltraumgestützte Solarenergie, wobei man, anders als zum Beispiel beim Zhuri-Projekt der Universität für Elektrotechnik und Elektronik Xi’an, auf eine Fokussierung der Sonnenstrahlen durch Spiegel verzichtet und stattdessen rotierende Solarmodule nach dem Prinzip der „Windmühlenflügel“ an den Wissenschaftsmodulen der Chinesischen Raumstation bevorzugt.
Das erfordert zwar mehr Solarzellen, also höhere Kosten, die Temperaturregelung gestaltet sich jedoch einfacher und eine Bauweise mit auswechselbaren Modulen ist möglich.
Seit Anfang 2019 baut die Akademie für Weltraumkommunikation im Bezirk Bishan der südwestchinesischen Stadt Chongqing zusammen mit der Universität für Elektrotechnik und Elektronik Xi’an, der Chongqing-Universität und der Stadtteilregierung von Bishan mit einer Investition von 200 Millionen Yuan (von der Kaufkraft her etwa 200 Millionen Euro) eine Versuchsbasis für weltraumgestützte Sonnenkraftwerke, wo praxistaugliche Methoden zur drahtlosen Energieübertragung entwickelt werden sollen. Hierbei werden nicht die üblichen Hornstrahler oder Parabolantennen verwendet, sondern aus vielen kurzen Dipolen zusammengesetzte Sende- und Empfangsantennen, wobei das Strahlenbündel nach dem Prinzip der Phased-Array-Antenne auf die dann Gleichstrom liefernde Empfangsantenne (auch bekannt als „Rectenna“) ausgerichtet wird. Zunächst wurden dort und im Seegebiet östlich der Zhoushan-Inseln Mikrowellen-Energieübertragungsversuche mit einer von Ballonen bzw. einem Luftschiff in Höhen von 50–300 m gezogenen Plattform durchgeführt.
Von der ursprünglichen Idee, weltraumgestützte Solarenergie in terrestrische Stromnetze einzuspeisen, ist man mittlerweile wieder abgekommen – das lässt sich mit Kernkraftwerken kostengünstiger bewerkstelligen. Einen tatsächlichen Mehrwert bieten orbitale Sonnenkraftwerke zum Beispiel bei der Stromversorgung von Drohnenschwärmen oder Satelliten in niedrigen Umlaufbahnen, wenn diese sich im Erdschatten befinden. Hierbei müssen mehrere Energiestrahlen gleichzeitig auf sich schnell bewegende Ziele ausgerichtet bleiben, was eine beträchtliche Herausforderung darstellt.
Hou Xinbin vom Qian-Xuesen-Labor für Weltraumtechnologie, einer der Väter des Multi-Rotary Joints SPS von 2015, befasst sich bereits seit 2016 mit dem Problem der Strahlsteuerung.
Nachdem sich das Projekt eines orbitalen Sonnenkraftwerks konkretisiert hatte, wurde die Akademie für Weltraumkommunikation damit beauftragt in Kooperation mit dem Qian-Xuesen-Labor (in der Person von Hou Xinbin) praxistaugliche Lösungen zu finden. Die Leitung hierbei hat Dong Shiwei (董士伟).
Bei der Akademie für Weltraumkommunikation sind in Forschung und Produktion mehr als 2300 Arbeiter und Angestellte beschäftigt, davon 20 % Verwaltungspersonal, 80 % im technischen Bereich tätig. Neben ihrer Funktion als Entwicklungsabteilung ist die Akademie auch eine reguläre Unterrichtseinrichtung, mit der Berechtigung zur Verleihung von akademischen Graden. Von den 63 dort tätigen Wissenschaftsräten im Rang eines Professors (研究员) sind 33 als Betreuer von Ingenieurstudenten und Doktoranden tätig (Stand 2020).
Die Akademie für Weltraumkommunikation gilt für Ausbildungszwecke als „Campus Xi’an der Shenzhou-Akademie“ (神舟学院西安分院), wohin die Chinesische Akademie für Weltraumtechnologie ihre Lehraktivitäten ausgelagert hat.